# Borgarello
Borgarello är en ort och kommun i provinsen Pavia i regionen Lombardiet i Italien. Kommunen hade 2 704 invånare (2018).